# Vladimir Péter
Dans le nom hongrois Péter Vladimir, le nom de famille précède le prénom, mais cet article utilise l’ordre habituel en français Vladimir Péter, où le prénom précède le nom.
Vladimir Péter, né le 28 juin 1947 à Budapest, est un sculpteur hongrois. Il est le fils de la peintre Margit Anna et du peintre Imre Ámos.